# Cole e Dylan Sprouse
Cole Mitchell Sprouse e Dylan Thomas Sprouse (Arezzo, 4 de agosto de 1992) são atores ítalo-americanos, conhecidos principalmente por seus papéis como Cody e Zack Martin, respectivamente, na série The Suite Life of Zack & Cody e seu spin-off The Suite Life on Deck, do Disney Channel.
Em 2017, Cole Sprouse entrou para o elenco principal da série de televisão Riverdale, da The CW, interpretando Jughead Jones.

## Biografia
Cole e Dylan Sprouse se mudaram para os Estados Unidos quatro meses após seu nascimento e seus pais se divorciaram em 1997. Eles são referidos como Cole e Dylan, Irmãos Sprouse, Gêmeos Sprouse e são conhecidos pelos seus personagens em Maldito Coração, interpretando Jeremay, Big Daddy, Patrick Kelly em Grace Under Fire, filho de Ross (Ben) em Friends (interpretado por Cole), e nas Sitcoms da Disney Channel que trazem os nomes de seus personagens Zack & Cody: Gêmeos em Ação e Zack e Cody: Gêmeos a Bordo. Com o sucesso da série, eles se tornaram famosos entre o público pré-adolescentes e adolescentes.
Dylan e Cole foram duas das crianças mais ricas vivas em 2007 e, em 2010, os irmãos Sprouse eram os atores adolescentes mais bem pagos de televisão da Disney, ganhando US$ 40 000 por episódio combinado. MSN reportou no final da década de 2000 que os irmãos gêmeos tornaram-se os mais ricos gêmeos adolescentes no mundo. Em 2010, os irmãos foram aceitos para a Universidade de Nova York. Eles adiaram admissão durante um ano, e frequentaram a universidade de 2011 a 2015.

### Vida Pessoal
Dylan Sprouse fala sobre "The Suite Life of Zack & Cody" em 2005: "A experiência da fama após o sucesso de "The Suite Life of Zack & Cody" é assustadora, como se tudo está mudando rapidamente. Há apenas um ano atrás, nada disso estava acontecendo, estávamos fazendo apenas "Suite Life", e agora não posso esperar pelo que vai acontecer…" Enquanto filmavam The Suite Life of Zack & Cody, eles estudavam três horas por dia com uma professora particular e afirmam ser bons alunos, sempre recebendo elogios.
Gostam de skate, snowboard, surf e basquete, como também escrevem ou desenham uma tira, As Aventuras de Tibblebu e Thumbin, baseado em um animal de Cole.
As matérias favoritas de Cole Sprouse são ciências e matemática; seu videogame preferido é The Legend of Zelda: Ocarina of Time, e seus filmes favoritos são Forrest Gump e Godzilla. Dylan prefere história, não gosta de matemática e seus videogames favoritos são Super Smash Bros. Melee e Super Smash Bros. Brawl; seu filme preferido é Napoleon Dynamite. Eles têm um cachorro, chamado Bubba, e são fãs de Adam Sandler.
De acordo com uma entrevista em maio de 2006 na revista Mad (revista), os Sprouse não falam italiano, apesar dos relatos incorretos: Em 2010, os irmãos foram ambos aceitaram a Universidade de Nova York .Eles tinham planos iniciais para atender a universidade no outono de 2010; no entanto, eles adiaram por um ano. Dylan inicialmente planejado formando em artes plásticas / estúdio em economia enquanto Cole planejado com especialização em produção de cinema e televisão escritos na Gallatin Escola de estudo individualizado, o que permite que os alunos para planejar seu próprio currículo. Cole concentrou seu currículo nas humanidades e arqueologia enquanto Dylan focados em design de videogames. Em 2011, Dylan foi eleito presidente da moradia Third Avenue North na Universidade de Nova Iorque.
Em 2012, Dylan e Cole foram oficialmente nomeados como embaixadores internacionais da Fundação Koyamada. Eles viajaram para o Japão com Shin Koyamada para capacitar os jovens do Japão para melhorar seu trabalho e reconstruir o Japão como uma sociedade, bem como para aprofundar o amigável relações e fraternidade entre os jovens do Japão e da América em agosto de 2013.
Em 2013, fontes revelaram que Dylan estava trabalhando como um anfitrião em um restaurante em Nova York. Em meados de 2016 Cole iniciou um romance com sua colega de trabalho, Lili Reinhart, a mesma que faz par romântico em Riverdale, a qual interpreta a personagem Betty Cooper. O fim do namoro veio em 2020.

## Carreira
Depois da sugestão da sua avó, Jonine Booth Wright, professora e atriz, os gêmeos começaram a atuar aos seis meses. Ambos tiveram as suas primeiras aparições num anúncio de papel higiénico onde a tela mudava a cada poucos segundos. Como eram gêmeos idênticos, interpretavam o mesmo personagem, permitindo mais tempo de filmagens sem desrespeitar as leis do trabalho infantil. Depois de alguns pequenos anúncios, conseguiram um papel de protagonismo numa série da ABC, Grace Under Fire, de 1993 a 1998, interpretando o filho mais novo da personagem principal, Patrick Kelly.
Em 1999, os gêmeos apareceram num dos seus primeiros filmes principais, Big Daddy, onde interpretavam Julian, uma criança de cinco anos que foi adotado pelo personagem de Adam Sandler, Sonny Koufax. No mesmo ano, colaboraram com Sandler na segunda e na terceira versão de The Chanukah Song (Dylan e The Drei-Dels na Parte 3 e Cole na Parte 2); também tiveram um pequeno papel no filme The Astronaut's Wife. Os Sprouses notaram que depois da estreia de Big Daddy, suas carreiras sofreram uma pausa, pois não interpretaram nenhum personagem importante. Durante o começo de 2000, apareceram em episódios de The Nightmare Room e That 70's Show, bem como em MADtv: 4ª Temporada (episódio 425), no longa-metragem The Master of Disguise e dublaram o filme Eight Crazy Nights. Em 2001, Cole começou a aparecer nos episódios da famosa série Friends como filho de Ross Geller, Ben. Muitas pessoas acreditavam que o papel era compartilhado, no entanto o site e outras fontes confiáveis especificam que Dylan não aparece em nenhum episódio. Estava programado que substituísse o irmão se este adoecesse ou tivesse alguma indisponibilidade.
Entre os anos de 2002 e 2003, ambos apareceram em I Saw Mommy Kissing Santa Claus e Just For Kicks. Os Sprouses foram posteriormente contratados pelo Disney Channel para atuarem em Zack & Cody: Gêmeos em Ação, onde interpretavam gêmeos idênticos: Zack (Dylan) e Cody (Cole) Martin. A série teve bastante sucesso, tornando-os populares entre pré-adolescentes e adolescentes. Como parte do desenvolvimento da Disney, eles entraram para o grupo Disney Channel Circle of Stars, e gravaram a música A Dream is a Wish Your Heart Makes, junto com os outros membros do grupo, para um vídeo que foi lançado como bônus na edição especial do filme Cinderella. Eles participaram no Disney Channel Games todos os anos, desde 2006, tendo Cole sido o único atleta deste evento a manter-se sempre na mesma equipe, a equipe azul.
Interpretaram um personagem, Jeremiah, no filme independente The Heart Is Deceitful Above All Things, que foi produzido em 2004, mas não forneceu uma versão teatral até Março de 2006, quando foi apresentado em três teatros e arrecadou $ 29 000 no mercado interno dos Estados Unidos. Em Novembro de 2006, começaram a gravar um filme da Sony Pictures, The Prince and the Pauper, com Saller Kelerman, Ed Lauter e Dedee Pfeiffer em Palm Beach (Flórida); começaram a filmar no começo de Outubro e acabou em Dezembro. The Prince and the Pauper foi lançado em DVD em 5 de Fevereiro de 2008. Dublaram um filme de animação chamado Holidaze: The Christmas That Almost Didn’t Happen, junto com as estrelas do Disney Channel Brenda Song e Emily Osment. Dylan também dobrou Shasta, um Husky Siberiano, em "Snow Buddies". Os irmãos filmaram "The Kings of Appletown", baseado no livro "The Adventures of Tom Sawyer" . Foi dirigido por Bobby Moresco e escrito por Amanda Moresco, e eles gravaram o filme com Victoria Justice, da série Zoey 101 e Victorious, da Nickelodeon. Filmado em New Braunfels, Texas, seria originalmente estreado no Natal de 2008. Em Março de 2009, voltou para a pós-produção e não há previsão de estreia. Os seus trabalhos mais recentes são os papéis de Zack e Cody na série do Disney Channel "Zack e Cody:Gêmeos a Bordo.
Em 2017, Cole entrou para o elenco principal de Riverdale, interpretando Jughead Jones, um garoto inteligente e misterioso.

## MarcaSprouse Bros.
Em setembro de 2005, os Sprouses assinaram um acordo com a Dualstar Entertainment que criou uma nova marca de comercial intitulada "Sprouse Bros", incluindo filmes em DVD, CDs, roupas, equipamentos de desporto, videogame, ringtones e desodorizantes destinados a pré-adolescentes e adolescentes. A Dualstar fez uma parceria com a Leisure Publishing LLC para criar uma revista chamada Sprouse Bros. O público-alvo eram meninos de 8 a 14 anos, e a revista havia um guia sobre as tendências mais recentes favorecidas pelos Sprouses; Cole afirmou que a revista apela para os garotos com nossa idade. "Nós não queremos nada muito feminino", enquanto Dylan disse que ela teria "algo que agradasse a todos". A primeira questão ficou disponível em 18 de Julho de 2006. Em setembro de 2006, os irmãos Sprouses, representados pela Dualstar Entertainment, assinaram um livro fazendo um acordo com a Simon Spotlight, que lançou uma série de livros de espionagem utilizando a marca "Sprouse Bros.". A série, que estava marcada para lançamento no verão de 2007, descreveu os gêmeos Sprouses como "jovens James Bond" ou "agentes disfarçados".
Em Junho de 2007, Simon & Schuster Inc. publicaram os dois primeiros volumes de Sprouse Bros. 47 R.O.N.I.N. A série é sobre dois gêmeos de 15 anos, Tom e Mitch (os nomes do meio dos Sprouses) que descobrem que seu pai vive com membros de uma organização de combate ao crime desonesto, RONIN, que remonta o Japão Feudal. Seu pai está em perigo e eles se juntam ao clã para salvá-lo.

## Filmografia
- Cor de fundo       indica a funções compartilhadas
- Tipo itálico indica a funções de voz

### Cinema
| Ano  | Título                                            | Papel de Dylan            | Papel de Cole             | Notas                            |
| ---- | ------------------------------------------------- | ------------------------- | ------------------------- | -------------------------------- |
| 1999 | The Astronaut's Wife                              | Twin                      | Twin                      |                                  |
| 1999 | Big Daddy                                         | Julian McGrath            | Julian McGrath            |                                  |
| 2001 | Diary of a Sex Addict                             | Sammy Jr.                 | Sammy Jr.                 | diretamente em vídeo             |
| 2001 | I Saw Mommy Kissing Santa Claus                   | Justin Carver             | Justin Carver             |                                  |
| 2002 | The Master of Disguise                            | Young Pistachio Disguisey | Young Pistachio Disguisey |                                  |
| 2002 | Eight Crazy Nights                                | K-B Toys Soldier          | K-B Toys Soldier          |                                  |
| 2003 | Apple Jack                                        | Jack Pyne                 | Jack Pyne                 |                                  |
| 2003 | Just for Kicks                                    | Dylan Martin              | Cole Martin               | diretamente em vídeo             |
| 2004 | The Heart Is Deceitful Above All Things           | Older Jeremiah            | Older Jeremiah            |                                  |
| 2005 | Piggy Banks                                       | Young John                | n/a                       | Título alternativo: Born Killers |
| 2006 | Holidaze: The Christmas That Almost Didn't Happen | Kid                       | Kid                       | diretamente em vídeo             |
| 2007 | A Modern Twain Story: The Prince and the Pauper   | Tom Canty                 | Eddie Tudor               |                                  |
| 2008 | Snow Buddies                                      | Shasta                    | n/a                       | diretamente em vídeo             |
| 2009 | The Kings of Appletown                            | Will                      | Clayton                   |                                  |
| 2010 | Kung Fu Magoo                                     | Justin Magoo              | Brad Landry               | diretamente em vídeo             |
| 2011 | The Suite Life Movie                              | Zack Martin               | Cody Martin               | filme para televisão             |

### Televisão
| Ano           | Título                          | Papel de Dylan | Papel de Cole | Notas                                                             |
| ------------- | ------------------------------- | -------------- | ------------- | ----------------------------------------------------------------- |
| 1993–98       | Grace Under Fire                | Patrick Kelly  | Patrick Kelly | Todos os 112 episódios; Papel principal                           |
| 1998          | MADtv                           | Kid            | Kid           | "episódio #3.22"                                                  |
| 2000–02       | Friends                         | n/a            | Ben Geller    | 7 episódios                                                       |
| 2001          | The Nightmare Room              | Buddy          | Buddy         | "Scareful What You Wish For" (Temporada 1, episódio 2)            |
| 2001          | That '70s Show                  | Bobby          | Billy         | "Eric's Depression" (Temporada 4, episódios 2)                    |
| 2005–08       | The Suite Life of Zack & Cody   | Zack Martin    | Cody Martin   | Papel principal; Todos os 87 episódios                            |
| 2006          | The Emperor's New School        | Zam            | Zim           | "Oops, All Doodles/Chipmunky Business" (Temporada 1, episódio 13) |
| 2006          | That's So Raven                 | Zack Martin    | Cody Martin   | "Checkin' Out" (Temporada 4, episódio 11)                         |
| 2008          | According to Jim                | Himself        | Himself       | "I Drink Your Milkshake" (Temporada 7, episódio 13)               |
| 2008–11       | The Suite Life on Deck          | Zack Martin    | Cody Martin   | Todos os 71 episódios; Papel principal                            |
| 2009          | Os Feiticeiros de Waverly Place | Zack Martin    | Cody Martin   | "Cast-Away (To Another Show)" (Temporada 2, episódio 25)          |
| 2009          | Hannah Montana                  | Zack Martin    | Cody Martin   | "Super(stitious) Girl" (Temporada 3, episódio 19)                 |
| 2010          | I'm in the Band                 | Zack Martin    | Cody Martin   | "Weasels on Deck" (Temporada 1,episódio 17)                       |
| 2012          | So Random!                      | Himself        | Himself       | "Cole and Dylan Sprouse" (Temporada 1, episódio 21)               |
| 2017–presente | Riverdale                       | n/a            | Jughead Jones | Elenco Principal                                                  |

## Prêmios e Nominações

### Dylan Sprouse
| Ano  | Categoria                                            | Resultado | Ref.   |
| ---- | ---------------------------------------------------- | --------- | ------ |
| 2006 | Melhor Performance em Série de TV - Comédia ou Drama | Vencedor  | [ 41 ] |
| 2007 | Melhor Performance em Série de TV - Comédia ou Drama | Nomeado   | [ 42 ] |

| Ano  | Categoria           | Resultado |
| ---- | ------------------- | --------- |
| 2008 | Ator de TV Favorito | Nomeado   |
| 2009 | Ator de TV Favorito | Vencedor  |
| 2010 | Ator de TV Favorito | Vencedor  |
| 2011 | Ator de TV Favorito | Vencedor  |

### Cole Sprouse
| Ano  | Categoria                                            | Resultado | Ref.   |
| ---- | ---------------------------------------------------- | --------- | ------ |
| 2006 | Melhor Performance em Série de TV - Comédia ou Drama | Nomeado   | [ 41 ] |
| 2007 | Melhor Performance em Série de TV - Comédia ou Drama | Nomeado   | [ 42 ] |

| Ano  | Categoria           | Resultado |
| ---- | ------------------- | --------- |
| 2007 | Ator de TV Favorito | Nomeado   |
| 2008 | Ator de TV Favorito | Nomeado   |
| 2009 | Ator de TV Favorito | Nomeado   |
| 2010 | Ator de TV Favorito | Nomeado   |
| 2011 | Ator de TV Favorito | Nomeado   |

| Ano  | Categoria              | Resultado |
| ---- | ---------------------- | --------- |
| 2018 | Ator de TV de Drama    | Vencedor  |
| 2019 | Ator de Filme de Drama | Nomeado   |

## Discografia
- 2005 – A Dream Is a Wish Your Heart Makes em DisneyMania 4

### Singles
- 2005: Abertura de The Suite Life of Zack & Cody - "Here I Am"
- 2008: Abertura de The Suite Life on Deck - "Livin' the Suite Life"